# Lễ đăng quang của Thiên hoàng Nhật Bản

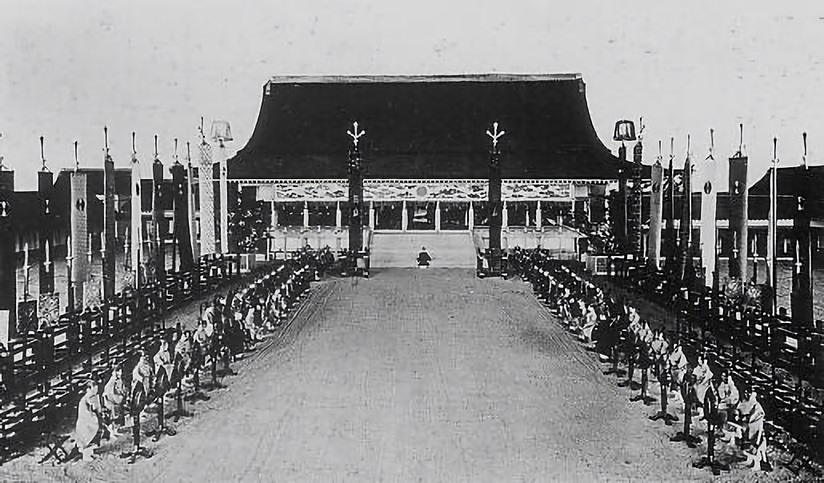
Lễ đăng cơ của Thiên hoàng Taisho tại Hoàng cung Kyoto năm 1915.

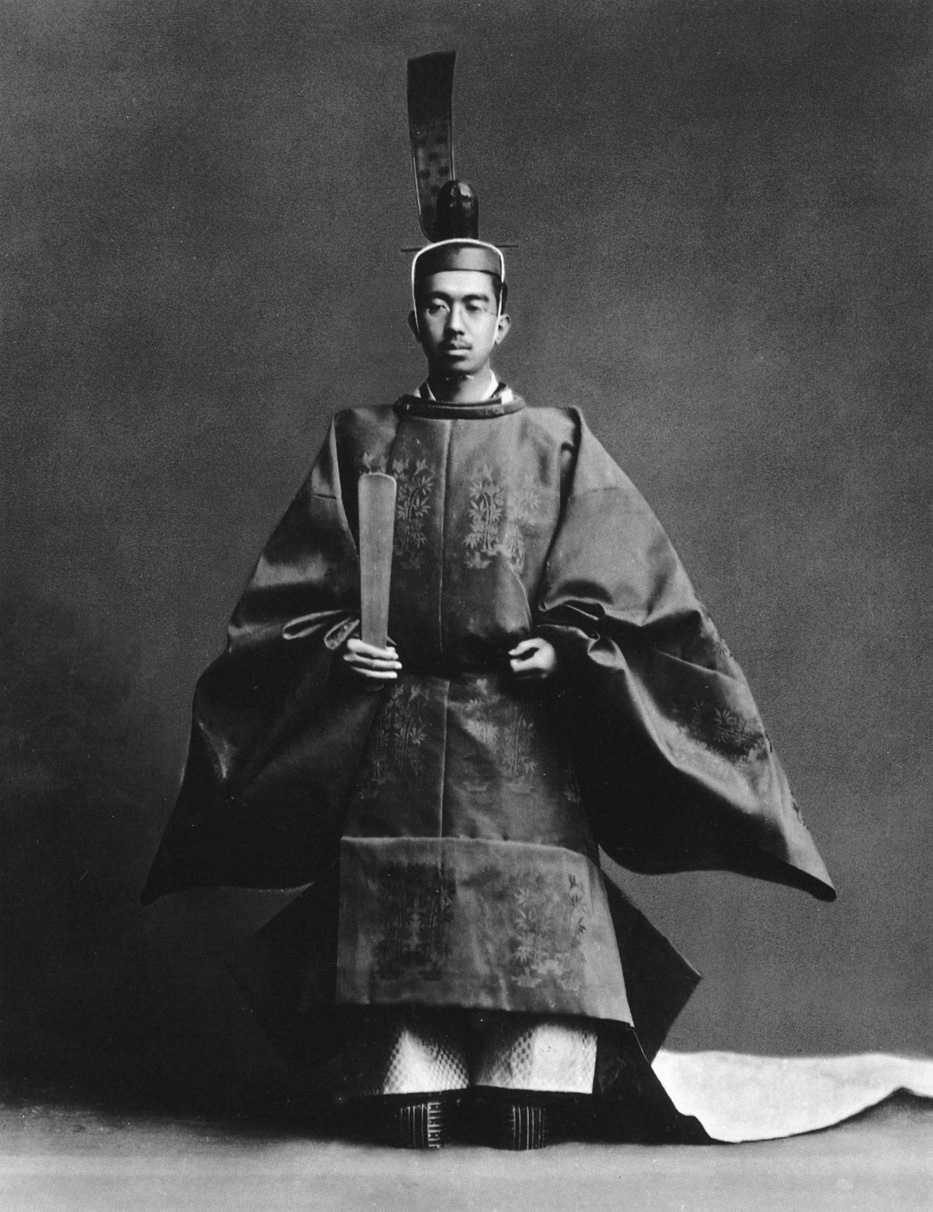
Thiên hoàng Shōwa tại lễ lên ngôi năm 1928.

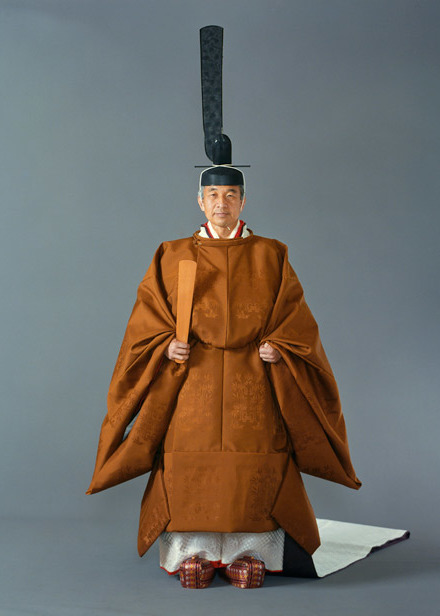
Nhật hoàng Akihito đã mặc sokutai trong buổi lễ lên ngôi vào tháng 11 năm 1990.

Lễ đăng quang của Thiên hoàng Nhật Bản (即位の礼 (卽位之禮) (tức vị chi lễ) Sokui no rei)  là một nghi lễ có từ xa xưa nhằm tuyên bố vị Thiên hoàng mới,cũng như triều đại mới trong chế độ quân chủ di truyền liên tục lâu đời nhất trên thế giới.  Nhiều Tam chủng thần khí cổ xưa khác nhau đã được trao cho vị Thiên hoàng mới trong quá trình nghi lễ diễn ra.

## Các nghi thức

### Dâng lên Thiên hoàng Tam chủng thần khí:
Lễ đăng cơ của Nhật Bản bao gồm ba phần chính. Nghi thức đầu tiên được diễn ra ngay sau khi vị Thiên hoàng tiền nhiệm băng hà hay thoái vị.  Người thừa kế được dâng lên hai trong ba Tam chủng thần khí: (1) một thanh kiếm bản sao đại diện cho thanh kiếm Kusanagi -no-Tsurugi  (薙)(mặc dù bản gốc được cho là được lưu giữ tại đền Atsuta ở Nagoya); (2) viên đá Yasakani no Magatama (瓊 曲 玉); và (3) Yata no Kagami (咫), một tấm gương đại diện cho sự trung thực. Tất cả được cất giữ trong các hộp chứa.  Không giống như những vị vua của các quốc gia theo chế độ quân chủ khác, Thiên hoàng Nhật Bản không có vương miện trong lễ đăng cơ của mình.  Ba vật thể này ban đầu được cho là của Nữ thần Mặt trời, Amaterasu-ōmikami ban cho cháu trai của bà khi ông xuống trần gian và trở thành vị vua đầu tiên của vương triều.  Vật quan trọng nhất trong ba báu vật thuộc Tam chủng thần khí là chiếc gương Yata no Kagami, hiện được lưu giữ trong Thần cung Ise Issei sh-shintai (神 体).  Nó được đặt vĩnh viễn trong đền thờ, và không được dâng lên Thiên hoàng trong buổi lễ lên ngôi.  Các vị sứ giả và tư tế của hoàng gia cũng đi đến đền thờ này, cũng như đến trước các ngôi mộ của bốn vị Thiên hoàng quá cố, để tâu trình về vị Thiên hoàng mới.
Trong buổi lễ lên ngôi năm 2019, Nhật hoàng Akihito (nay đã trở thành Thượng hoàng), đã đích thân trao lại Tam chủng thần khí cho Hoàng Thái tử.  Các chuyến viếng thăm đến Thần cung Issei của các sứ giả và tư tế Hoàng gia, cũng như các ngôi mộ của bốn vị Thiên hoàng quá cố trước đó, sẽ tiếp tục diễn ra như trong các lễ đăng cơ trước đây.

### Lên ngôi

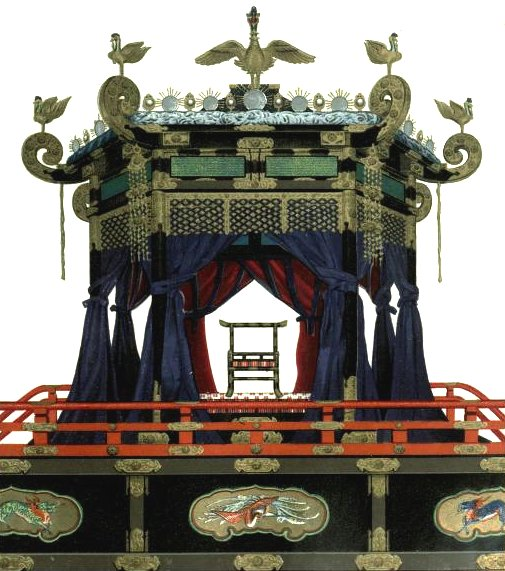
Ngai vàng Takamikura,được sử dụng trong lễ lên ngôi của Thiên hoàng

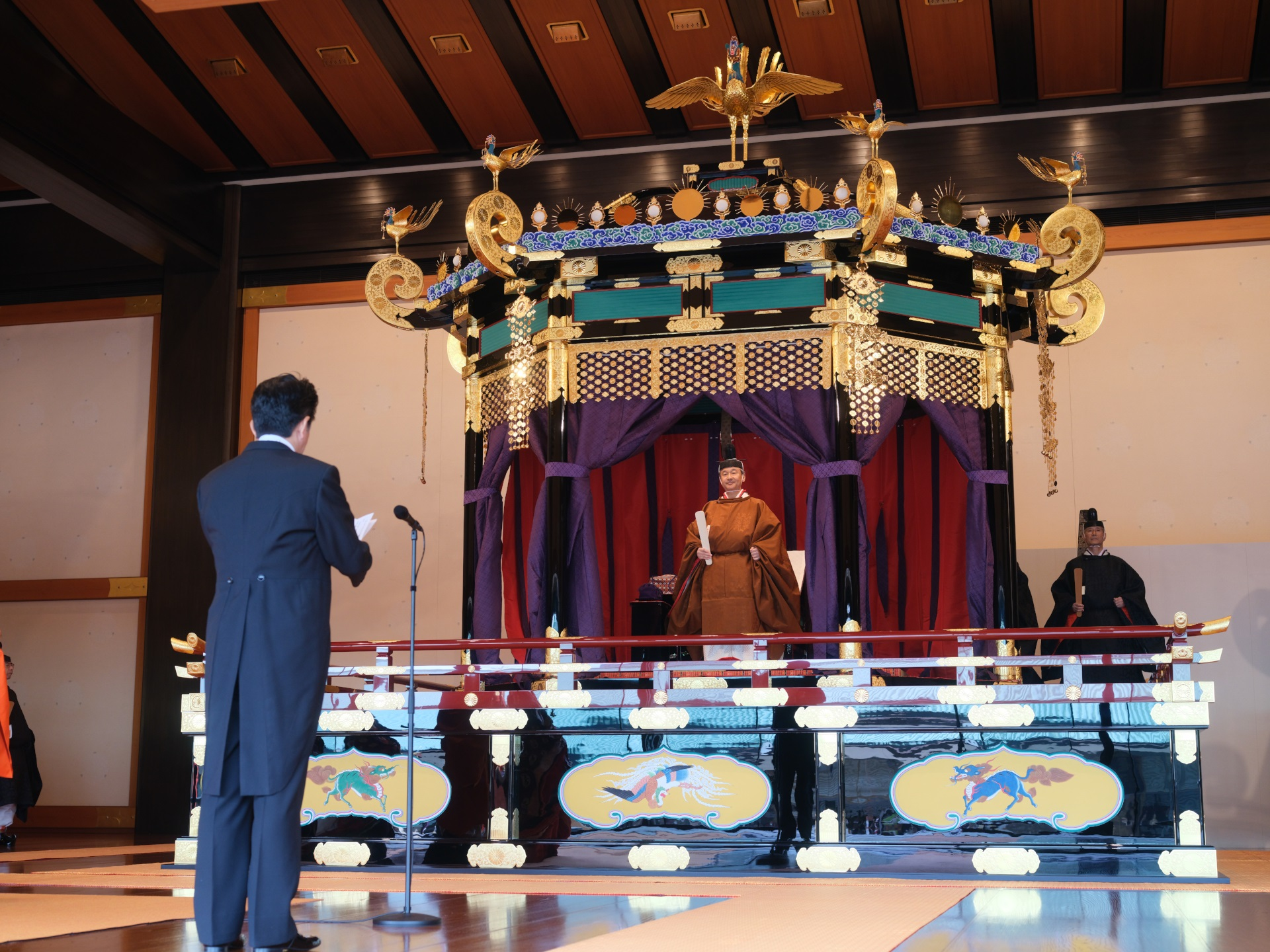
Nhật hoàng Naruhito trong lễ đăng quang chính thức năm 2019.

Biểu ngữ Banzai(Vạn tuế) được sử dụng trong buổi lễ lên ngôi.

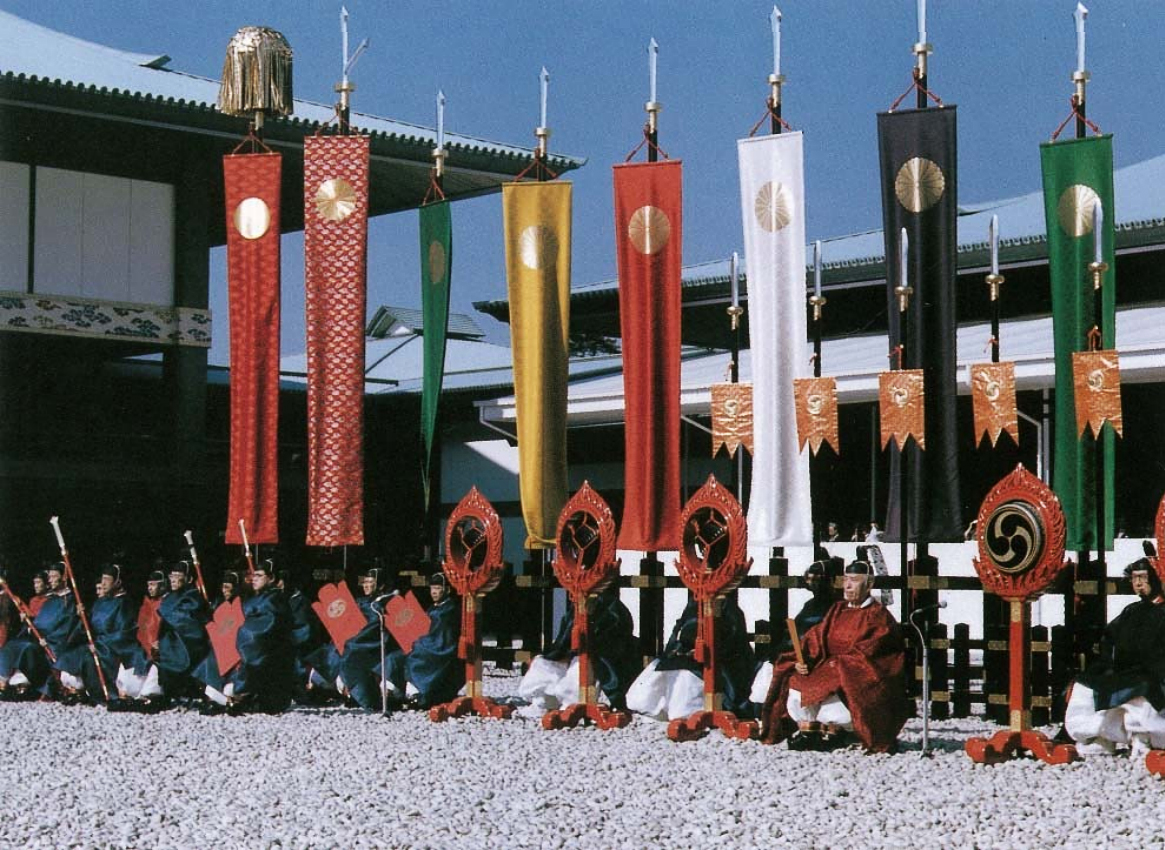
Cờ và trống được sử dụng trong lễ đăng quang.

Phần thứ hai của buổi lễ, được gọi là "Sokui-no-Rei", là nghi thức lên ngôi; buổi lễ được tổ chức vào ngày 22 tháng 10 năm 2019 nhằm đánh dấu việc Thiên hoàng Naruhito lên ngôi, chính thức mở đầu triều đại "Lệnh Hòa" .  Trước đây, theo truyền thống, nghi thức này thường được tổ chức ở cố đô Kyoto nhưng kể từ năm 1990, cựu Nhật hoàng Akihito và sau đó là con trai ông, Nhật hoàng Naruhito đã lên ngôi ở Tokyo.  Lễ đăng quang của vua Akihito năm 1990 là lễ đăng quang  đầu tiên được phát truyền hình và các Vệ binh Hoàng gia mặc trang phục truyền thống.  Nghi lễ được thực hiện bên trong Hoàng cung Tokyo.  Chỉ một phần của nghi lễ được tường thuật công khai trên truyền hình,các vương gia thường chỉ được nhìn thấy bởi Thiên hoàng và một vài linh mục Shinto.  Một nhà báo trên tạp chí Time đã kể về lễ đăng cơ  của Thiên hoàng Hirohito,thân phụ của cựu Thiên hoàng Akihito vào năm 1928 : Đầu tiên là một buổi lễ kéo dài ba giờ, trong đó Thiên hoàng mới thực hiện nghi thức thông báo với tổ tiên của mình rằng ông đã lên ngôi.  Tiếp theo, Thiên hoàng sẽ thực hiện nghi thức lên ngôi, được đứng trong chiếc ngai vàng gọi là Takamikura, được nâng bởi một bệ vuông lớn với ba bệ bát giác, có rèm buông xung quanh và trên vòm mái là một con Phượng hoàng vàng lớn.  Cùng lúc đó, Hoàng hậu trong trang phục truyền thống, di chuyển đến một chiếc ngai riêng bên cạnh chồng.  Lúc này, các vị chức sắc đã bắt đầu đánh những chiếc trống cổ lên, thông báo đã đến giờ tiến hành nghi lễ.
Thiên hoàng mới tiến tới ngai vàng. Hai trong số ba vật trong Tam chủng thần khí là Kusanagi, Yasakani no Magatama, quốc ấn được đặt bên cạnh ông.  Một vương trượng bằng gỗ ( Shaku) đã được trao cho Thiên hoàng, đang đứng đối diện với Thủ tướng, người đại diện cho người dân Nhật Bản.  Thiên hoàng đọc chiếu chỉ tuyên bố thừa kế ngai vàng, kêu gọi các quan chức của mình giúp ông xây dựng đất nước.  Thủ tướng của ông đã trả lời với một bai phát biểu bày tỏ lời hứa trung thành và tận tụy, sau đó, Thủ tướng sẽ chỉ đạo cho mọi người cùng hô ba tiếng " Banzai " (Vạn tuế).  Thời gian của sự kiện được đồng bộ hóa chính xác, để cộng đồng người Nhật trên toàn thế giới có thể theo dõi và sau đó hô vang "Banzai" vào đúng thời điểm mà sự kiện này được diễn ra ở Tokyo.
Nghi thức này kết thúc bằng 21 phát đại bác của Lực lượng phòng vệ Nhật Bản.

### Lễ tạ ơn
Daijō-sai, hay Lễ tạ ơn hoặc Lễ Đại thường, là lễ hội thứ ba và quan trọng nhất và cũng gây tranh cãi nhất trong các nghi thức, bởi vì một Thiên hoàng hợp nhất với tổ tiên, nữ thần mặt trời Amaterasu-ōmikami.  Buổi lễ không được đề cập trong Hiến pháp do các lực lượng chiếm đóng của Mỹ áp đặt, và vì vậy tính hợp pháp hiện tại của nó đã bị nghi ngờ vào thời điểm tổ chức của Thiên hoàng Akihito.
Đầu tiên, hai cánh đồng lúa đặc biệt được chọn và thanh lọc bằng các nghi thức thanh tẩy  phức tạp theo nghi lễ Thần đạo.  Các gia đình của những người nông dân trồng lúa ở những cánh đồng này được yêu cầu phải có sức khỏe tốt.  Sau khi lúa được trồng và thu hoạch, nó được cất giữ trong một ngôi đền Shinto.  Mỗi hạt thóc phải nguyên vẹn và không bị vỡ nát, và được đánh bóng riêng trước khi nó được đun sôi. Được biết ,một số rượu sake cũng được ủ từ loại gạo này.
Trong khi đó, hai chiếc chòi được xây dựng theo phong cách Nhật Bản ( chứ không bị ảnh hưởng bởi Văn hóa Trung Quốc), với một phòng chứa một chiếc ghế dài lớn đặt ở giữa. Tất cả đồ nội thất bên trong đều theo phong cách của Nhật Bản; chính vì thế tất cả các đồ vật bằng gốm không được tráng men.  Hai kiến trúc này đại diện cho cơ ngơi của vị Thiên hoàng trước và của Thiên hoàng mới.   Trước khi lập nên cố đô Kyoto, khi Thiên hoàng qua đời, toàn bộ kinh đô đã bị đốt cháy như một nghi thức thanh tẩy. 

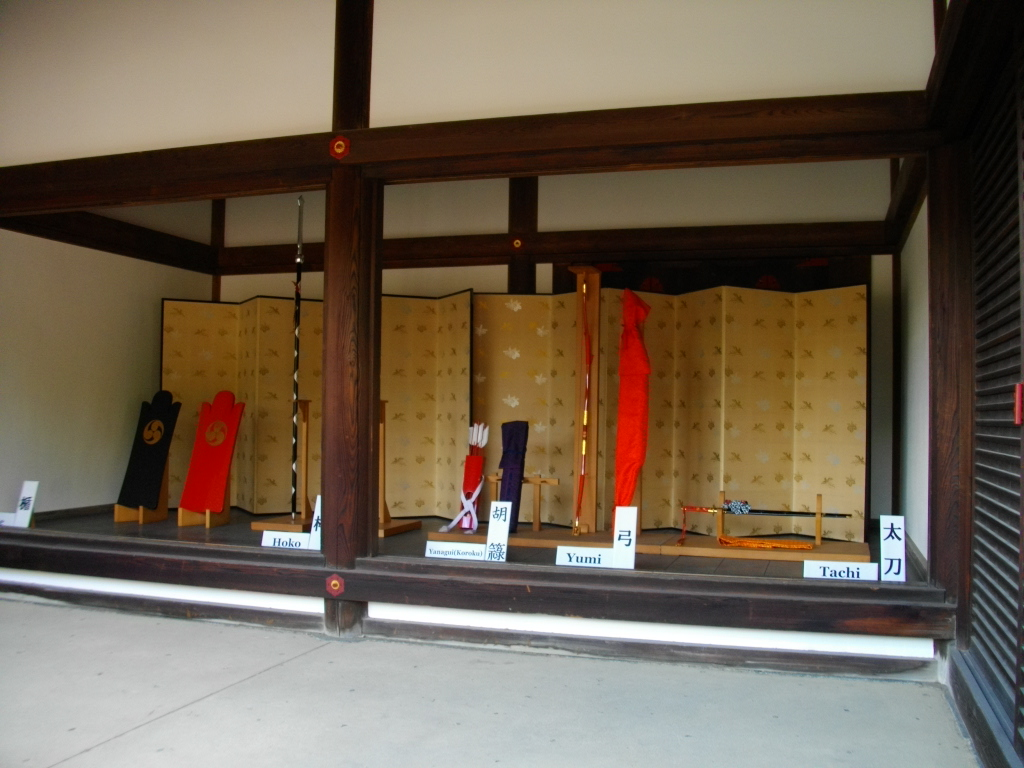
Các vật phẩm trong nghi thức lên ngôi của Thiên hoàng Nhật Bản.

Sau khi tắm xong, Thiên hoàng mặc trang phục lụa trắng của một tư tế Shinto,với vạt áo dài.  Được bao quanh bởi các cận thần, Thiên hoàng long trọng bước vào và thực hiện cùng một nghi thức, từ 6:30 đến 9:30 tối trong lần đầu tiên, và trong lần thứ hai từ 12:30 đến 3:30 sáng cùng một đêm.  Một tấm thảm được giữ và sau đó cuộn lại khi Thiên hoàng bước đi, để chân ông không bao giờ chạm đất.  Một chiếc lọng đặc biệt được giữ trên đầu của Thiên hoàng, trong đó trong bóng râm treo trên một con phượng hoàng được chạm khắc ở cuối cột và ngăn chặn bất kỳ sự ô uế nào của những linh hồn quỷ dữ.  Quỳ trên một tấm thảm nằm đối diện với Thần cung Ise, Thiên hoàng dâng cúng gạo, rượu sake, kê, cá và nhiều loại thực phẩm khác từ cả đất và biển, đến Nữ thần Amaterasu.  Sau đó, ông sẽ tự mình ăn thứ gạo này, như một hành động với nguyện ý thiêng liêng, kết hợp sự thống nhất duy nhất của ông với Amaterasu-ōmikami, do đó biến ông trở thành trung gian giữa Amaterasu và người dân Nhật Bản theo quan niệm truyền thống.  Tiếp theo ông và các cận thần sẽ đến thăm các ngôi mộ của Tổ tiên.